# مارشال امپلیفیکیشن
مارشال اَمپلیفیکِیشِن (به انگلیسی: Marshall Amplification) یک شرکت بریتانیایی طراح و تولید کننده انواع آمپلی‌فایر است. آمپلی‌فایرهای ساخته شده توسط مارشال به‌ویژه آمپلی‌فایرهای گیتار مارشال یکی از شناخته‌ترین و جا افتاده‌ترین‌ها در این صنعت هستند. مرکز اصلی شرکت مارشال در میلتون کینز انگلستان واقع شده است.
در ابتدا مارشال آمپ‌های خود را از روی مدل‌های آمپلی‌فایرهای فندر کپی می‌کرد، اگرچه که خیلی زود آنها توانستند مدل‌های ویژه خود را به بازار عرضه کنند که اتفاقا مورد توجه بسیاری از هنرمندانی که به دنبال صدایی سنگین‌تر و پرحجم تر می‌گشتند واقع شد. اکنون پس از گذشت زمانی در حدود نیم قرن همچنان بعضی مدل‌های اولیه مارشال طرفداران مخصوص به خود را دارد و در حال حاضر مارشال، جای پای خود را کاملاً محکم در بازار مخصوص آمپلی‌فایرها حس می‌کند.

## پیشینه
جیم مارشال که نوازنده و معلم درامز بود در سال ۱۹۶۰ تصمیم گرفت تا وارد دنیای تجارت شود. او کار را با یک فروشگاه کوچک آغاز کرد، در این فروشگاه او درامز، سیمبالز و قطعات جانبی درامز می‌فروخت. خود جیم در جایی ابراز می‌کند که نوازندگان گیتاری چون ریچی بلکمور و تاون شند به فروشگاه او می‌آمدند و او را ترغیب می‌کردند تا بجز فروش درامز به فروش گیتار و لوازم جانبی آن نیز روی بیاورد، او همچنین ابراز می‌کند که در آن زمان تنها از درامز سر در می‌آورده و چیزی در مورد گیتار و آمپلی‌فایرهای آن نمی‌دانسته است. ولی او به ناگاه و به دلیل حمایت نوازندگان گیتار که اغلب در سبک راک اند رول فعالیت می‌کردند تصمیم به اضافه کردن گیتار و آمپ به لیست اجناس فروشی فروشگاه خود گرفت. فروش آمپلی‌فایر در فروشگاه مارشال، با فروش آمپلی‌فایرهای فندر آغاز شد که آن زمان از آمریکا وارد می‌شد و بسیار هم مورد توجه نوازندگان بود که البته کمی هم گران قیمت به نظر می‌رسیدند.
گران بودن آمپلی‌فایرهای فندر، جیم را به فکر تولید مدلی ارزانتر انداخت، اما او در آن زمان اطلاعات بسیار کمی در مورد علم الکترونیک داشت. از این رو او از دو نفر به نام‌های کن برن، همکار او در قسمت تعمیرات فروشگاه مارشال، و دادلی کریون، تکنسین الکترونیک، کمک گرفت. آن ۳ با کمک هم از روی مدل مشهور و محبوب فندر بیس‌من چندین مدل آزمایشی آمپلی‌فایر را طراحی کردند اما در ششمین مدل آنها مدلی به نام «مارشال ساوند» را عرضه کردند.
در مدل‌های نخستین، سعی شده بود تا سرحد امکان آمپلی‌فایرها مشابه و مطابق مدل آمپلی‌فایر فندر بیس‌من ساخته شوند، مدارهای الکترونیک و لامپ ۵۸۸۱ دقیقاً همان بود که در مدل فند بیس‌من بود اما اختلاف آمپلی‌فایرهای مارشال و فندر در طراحی کابینت آمپلی‌فایر بو آنچنانکه فندر دو محفظه جدا هم از را برای آمپلی‌فایرها و بلندگوها انتخاب کرده بود در حالیکه مارشال تنها از یک محفظه برای گنجاندن آمپلی‌فایرها و چهار بلندگوی ۱۲ اینچی استفاده می‌کرد. مارشال در ابتدا نام این مدل را «مارکII» نهاد ولی بعدها پس از اضافه شدن تری مارشال پسر جیم به گروه نام این مدل به «جی‌تی‌ام۴۵» تغییر داده شد، عدد ۴۵ بیانگر این بود که این مدل ۴۵وات قدرت دارد.

### امروز
در حال حاضر همچنان مارشال به عنوان یکی از بزرگترین تولیدکنندگان آمپلی‌فایر، انواع آمپلی‌فایرها برای گیتار الکتریک و گیتار بیس را به بازار عرضه می کند. از مدل‌های محصولات امروی مارشال می‌توان به سری سیگنیچر، سری جی‌وی‌ام، سری جدید جی‌ام‌دی۱، سری ام‌جی، سری ام‌بی، سری تی‌اس‌ال، سری دی‌اس‌ال و سری ام‌ای اشاره کرد.

### آشفته بازار نام‌گذاری
به نظر می‌رسد در طول سال‌های فعالیت مارشال بویژه در دههٔ اول آن، شرکت مارشال اساس و روش خاصی را برای نام‌گذاری محصولات خود دنبال نمی‌کرده است و نام‌گذاری صرفاً یک مسئله شخصی و دلخواه شده بود. به عنوان نمونه مدل‌هایی که عنوان مدل ۱۹۸۷ را دارند (اوایل دهه ۶۰ تا دهه ۷۰) یا آنهایی که عنوان مدل ۱۹۸۷x را دارند (دهه ۹۰ و پس از آن) هیچ ربطی به سال ۱۹۸۷ ندارند، نه در طراحی و نه در ساخت. این مسئله در مورد مدل ۱۹۵۹ نیز صادق است. این مشکل باعث شد تا مارشال از مدل جی‌سی‌ام ۲۰۰۰ به بعد اقدام به پاک سازی این اعداد بکند اگرچه که در چاپ مجدد همچنان شماره مدلهای اصلی همچنان باقی ماند.

## آنها که مارشال را برگزیدند
دیستروشن، حجم صدا و کیفیت صدای آمپلی‌فایرهای مارشال نظر نوازندگان بسیاری را به خود جلب کرده تا بدانجا که اکثر آنان استفاده از آمپلی‌فایری جز مارشال را ترجیح نمی‌دهند. اینگوی مالمستین نوازنده گیتار سوئدی و خالق سبک نئو-کلاسیکال متال در مورد مارشال چنین می گوید:

از ۲۵ سال پیش از مارشال استفاده می‌کنم، از اولین ریفی که با کرانچ مارشال  نواختم و این تا آخرین سولوی من در لید زدن و جیغ گیتار من با مارشال ادامه خواهد داشت .... برای من مارشال همیشه تک خواهد بود.
از معروف‌ترین نوازندگانی که تا به امروز مارشال را بعنوان آمپلی‌فایر محبوب خود برگزیدند می توان به زک وایلد، استیو هریس، اسلش، پائول گیلبرت، فیل کمپل، مایک باکس، کی.کی. داونینگ، لمی، کری کینگ، گری مور، داگ آلدریچ، دیو مورای، بیلی گیبونز، انگوس یانگ و جیمی هندریکس اشاره کرد.